# Octadécagone
Un octadécagone ou octakaidécagone est un polygone à 18 sommets, donc 18 côtés et 135 diagonales.
La somme des angles internes d'un octadécagone non croisé vaut 2 880 degrés.

## Nom
Le nom du polygone  est formé à partir des préfixes octo et déca. Octo provient du grec ancien ὀκτώ (octo, huit) et déca de δέκα (déca, dix). En grec ancien, dix-huit se dit ὀκτὼ καὶ δέκα (octo kai deka).

## L'octadécagone régulier
Un octadécagone régulier est un octadécagone dont les 18 côtés ont la même longueur et dont les angles internes ont même mesure. Il y en a trois : deux étoilés (les octadécagrammes notés {18/5} et {18/7}) et un convexe (noté {18}). C'est de ce dernier qu'il s'agit lorsqu'on parle de « l'octadécagone régulier ».

L'octadécagone régulier convexe {18} et ses angles remarquables.

Les deux octadécagones réguliers étoilés
{18/5} (angle interne : 80°)
{18/7} (angle interne : 40°)

### Caractéristiques
Dans l'octadécagone régulier, chacun des 18 angles au centre mesure {\displaystyle {\frac {360^{\circ }}{18}}=20^{\circ }} et chaque angle interne mesure {\displaystyle {\frac {2\,880^{\circ }}{18}}=160^{\circ }}.
Si a est la longueur d'une arête :
- le périmètre vaut {\displaystyle P=18\,a} ;
- l'aire vaut {\displaystyle A={\frac {18}{4}}\,a^{2}\cot \left({\frac {\pi }{18}}\right)} ;
- l'apothème vaut {\displaystyle H={\frac {2\,A}{P}}={\frac {a}{2}}\cot \left({\frac {\pi }{18}}\right)} ;
- le rayon vaut {\displaystyle R={\frac {H}{\cos \left({\frac {\pi }{18}}\right)}}={\frac {a}{2\sin \left({\frac {\pi }{18}}\right)}}}.

### Propriétés
- L'octadécagone régulier n'est pas constructible à la règle et au compas.
- Son symbole de Schläfli est {18}.
- Son groupe de symétrie est le groupe diédral D18.